# Bucentaur (Schiff, 1665)
Der Bucentaur war ein Prunkschiff der bayerischen Kurfürsten auf dem Starnberger See. Es war das größte Ruderschiff auf einem deutschen Binnengewässer und stand in der Tradition der seit Mitte des 15. Jahrhunderts auf dem Starnberger See unterhaltenen Schiffe der bayerischen Herrscher. Vorbild für den zwischen 1662 und 1664 erbauten Bucentaur war das Staatsschiff des Dogen von Venedig, der Bucintoro. Der bayerische Bucentaur diente barocker Prachtentfaltung mit tagelangen Seefesten und Jagden, die die Wittelsbacher in Konkurrenz zu den anderen großen Fürstenhäuser Europas inszenierten. Als Höhepunkt sind die Wasserfeste der Kurfürsten Max Emanuel und Karl Albrecht vor dem Hintergrund ihrer Großmachtpolitik zu sehen.

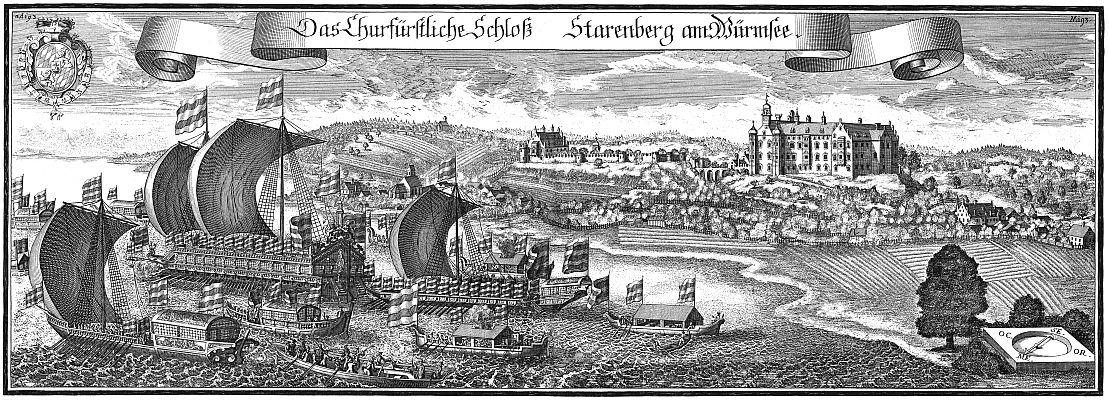
Schloss Starnberg mit dem Prunkschiff Bucentaurus aus der Topographia Bavariae von Hofkupferstecher Michael Wening. Der Künstler schuf ab 1696 im Auftrag des Kurfürsten Max Emanuel insgesamt 846 Ansichten Bayerns.

## Idee und Nutzung
Der wasseraffine Kurfürst Ferdinand Maria und seine Ehefrau Henriette Adelaide gaben zur Feier der Geburt des Thronfolgers Max Emanuel 1662 eine prunkvolle neue Flotte in Auftrag, die den damaligen Würm-See befahren sollte. Dazu gehörten Küchen-, Sommelier- und Musikschiffe. Als prestigeträchtiges neues „kurfürstliches Leibschiff“ des Herrscherpaars wurde der Bucentaur in Starnberg entworfen und gebaut. Das Flaggschiff fasste etwa 400 Personen und diente bisweilen als schwimmender Tanzsaal. Ihren Höhepunkt erreichten die Festlichkeiten mit Einbruch der Dämmerung, wenn die Schlösser um den See illuminiert und zu später Stunde Feuerwerke an verschiedenen Stellen des Seeufers abgehalten wurden.
Neben dem seit 1541 von den Wittelsbachern genutzten Schloss Starnberg erwarb Kurfürst Ferdinand Maria die unmittelbar am Seeufer gelegenen Schlösser Possenhofen (1668), Berg (1676) und Kempfenhausen (1678). Damit waren Schifffahrten mit prachtvollen Unterbrechungen möglich.

## Ausstattung
Den Entwurf des Bucentaur erstellte der aus Venedig stammende Baumeister Francesco Santurini, der auch die Bauleitung übernahm. Zur Seite standen ihm neben Francesco Mauro und Pietro Renner auch einheimische Zimmerleute. 450 Spanten bildeten das Gerippe des Schiffsrumpfes. Der Stapellauf erfolgte im Juni 1663. Danach wurden Ausstattungsgegenstände wie Ölbilder, Mobiliar, Laternen angebracht und Pumpen, Anker, Takelage montiert. Dekoriert und ausgestattet wurde das reich geschmückte Schiff von einheimischen Künstlern wie Mathias Steinhart, Balthasar Ableithner, Wolfgang Leitner, Johann Spillenberger und Kaspar Amort der Ältere. Sie verzierten das Schiff gemäß dem venezianischen Vorbild mit zwei löwenköpfigen Spornen am Bug, einem Neptun und einer Bemalung mit Delphinen und Nixen. Sie verzichteten jedoch darauf, das Schiff komplett zu vergolden, sondern bedienten sich der bayerischen Farben Weiß und Blau für die Gestaltung. Entlang der unteren Etage verzierten Gemälde den Schiffskörper.

## Technisches
Mit 29 Metern Länge und etwa 8,4 Metern Breite war das bayerische Schiff gleich lang wie sein italienisches Vorbild, aber deutlich breiter. Es verfügte über drei Etagen. In der untersten saßen die Ruderer. Darüber befand sich das Hauptgeschoss für die Passagiere mit zwei Kabinetten, denen sich das Zimmer des Kurfürsten anschloss. Über ein Tafelzimmer trat man auf das offene Vordeck, das von einem Zierbrunnen mit hoher Fontäne geschmückt wurde. Zwei Treppen führten von dort zum offenen Obergeschoss, das für Musiker, Matrosen und den Steuermann gedacht war. Seitlich und am Heck dienten balkonartige Altanen als Aussichtsplatz. Ohne Masten war das Schiff rund 5 Meter hoch. Im Untergeschoss des zweimastigen Ruder- und Segelschiffes hatten 64 Ruderer Platz. Das Schiff verfügte mit einem Tiefgang von etwa 0,9 Metern über eine flache Bauweise. Mit dem Einbau von 16 Kanonen im Unterdeck versuchte man die Seetüchtigkeit zu erhöhen und konnte zudem Salut schießen. Bei stärkerem Wind verbot sich der Einsatz der beiden Segel. Dafür kamen 120 Ruderer zum Einsatz. Im Lauf der Zeit wurde der Bucentaur immer wieder überholt.

## Begleitschiffe
Die prestigeträchtigen Ausfahrten des Bucentaur erfolgten stets mit Begleitflotte, wobei die Schiffe unterschiedlichste Größen, Bauarten und Entstehungszeiten aufwiesen. Als größtes und elegantestes galt die von 1668 von Santurini erbaute Rote Galeere mit 23,5 Metern Länge. Als einziges Begleitschiff war sie mit Kanonen ausgerüstet, verfügte über einen Mast mit Rahsegel sowie anfänglich über 40 Ruder.
Eines der zwei kleineren Boote war das Kammerherrenschiff (17,5 m lang und 3 m breit), das mit einem Segel und ursprünglich 30 Rudern ausgestattet war. Das Schiff stammte noch aus der Zeit Kurfürst Maximilian I. und erfuhr mehrfach Umbauten, ehe es 1716 erneuert wurde. Schließlich erhielt es 1760 eine Galionsfigur und war bis in die Mitte des 19. Jahrhunderts unter dem Namen Löwe im Einsatz. Ein weiteres 1665 erbautes Schiff war 15,5 m lang und 2,5 m breit. Nach dem Abbruch des Bucentaur diente es als Leibschiff. Bis Mitte des 19. Jahrhunderts fuhr es unter der Bezeichnung Hirsch auf dem See. Beide Schiffskörper waren mit Rautenmuster in den bayerischen Landesfarben Weiß-Blau gestrichen und verfügten über Kabinette im Heckbereich.

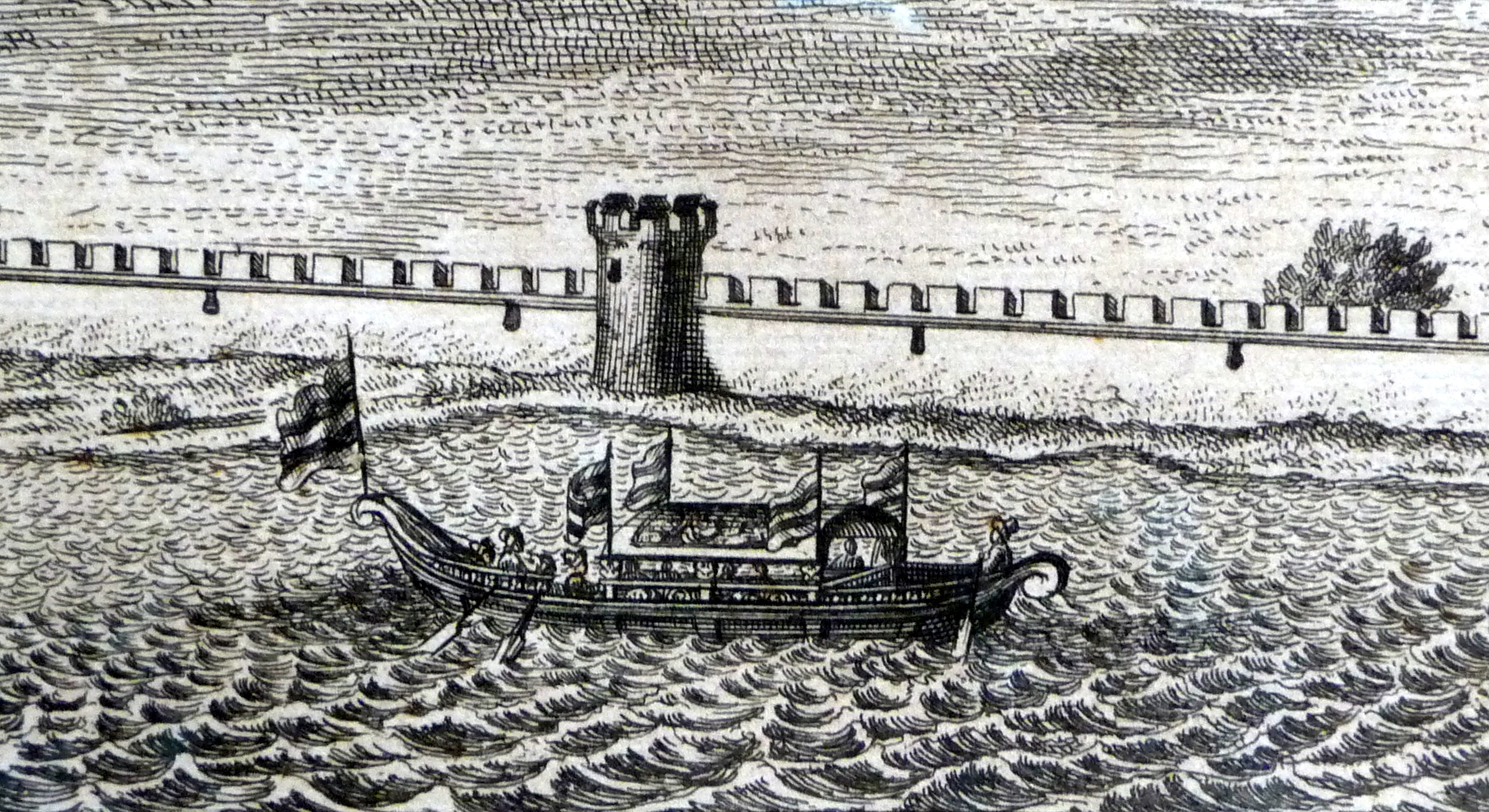
Michael Wening zeigte um 1700 bei der Darstellung von Schloss Possenhofen auch ein Begleitschiff des Bucentaur.

Einen weiteren Schiffstyp der Begleitflotte stellten Gondeln in unterschiedlichsten Farben mit einer Länge von 10 bis 12 Metern und einer Breite von 1,5 bis 1,8 Metern dar, mittig mit einem meist nicht verglasten Kabinett versehen. Nur wenige besaßen einen Mast, vielmehr wurden sie von zwei bis drei Ruderpaaren im Bug und einem Steuermann im Heck betrieben.
Später kamen sogenannte Fisaler in Form einer vergrößerten venezianischen Gondel hinzu. Ähnlich in der Bauart, jedoch wesentlich einfacher waren die Nutzschiffe ausgestattet. Sie waren rot oder rotbraun gestrichen und mit Schindeln gedeckt. Küchenschiffe hatten zum Teil beträchtliche Längen von bis zu 20 Metern und 3 Metern Breite und verfügten über einen Rauchabzug im Dach. Das Kellerschiff beförderte Fässer mit Wein und Bier, ein Silberschiff kurfürstliches Tafelgeschirr. Sogenannte Farmschiffe rundeten als unbemalte reine Transportfahrzeuge, u. a. für Brennholz die Flotte ab. Über das Aussehen des Abortschiffs ist nichts überliefert.
Einbäume dienten zur Verbindung zwischen den Schiffen und während der Seejagden für die Jäger und Treiber.

## Unterbringung der kurfürstlichen Prunkflotte
An der Mündung des Georgenbachs in den Starnberger See wurde im Herbst 1662 in zehnwöchiger Arbeit eine Werkhütte für den Bucintoro errichtet. Sie wurde zur Bootshütte erweitert, während die Prachtbarke Gestalt annahm: 32 Meter lang, 20 Meter breit und acht Meter hoch. Später entstanden auf dem Areal fünf geräumige Bootshütten zur Unterbringung der Flotte. 1803 ersetzte man das auf 60 Meter Länge verlängerte Bootshaus für den Bucintoro durch einen Neubau. Das 1724 errichtete Schiffsmeisterhaus existiert noch.

## Abwrackung und letzte Relikte
Hohe Reparaturkosten, ein verringertes Interesse des ab 1755 regierenden Kurfürsten Maximilian III. Joseph und eine hohe Schuldenlast des Staatshaushalts führten 1758 zur Abwrackung des Bucentaur und der Roten Galeere. An den kleineren Begleitschiffen hielt das Herrscherhaus fest und nutzte sie weiterhin für Festlichkeiten. Von der luxuriösen Ausstattung des „Bucentaur“ haben sich lediglich zwei Deckengemälde erhalten und eine riesige Laterne, die von zwei bayerischen Löwen getragen wurde, um das Heck zu erleuchten. Als Prunkstück der ehemaligen Ausstattung überdauerte eine aus Lindenholz gefertigte, vergoldete Statue der Minerva. Sie wird dem kurfürstlichen Hofbildhauer Balthasar Ableithner zugeschrieben. Die überlebensgroße Göttin war ursprünglich auf einem Sockel an der Heckseite des Hauptdecks platziert. In der rechten Hand hielt sie eine Lanze, die linke stützte sich auf ein Schild.

## Modell
Ein Modell des Schiffes aus dem Jahr 1909 im Maßstab 1:20 ist erhalten geblieben. Es befindet sich normalerweise im Museum Starnberger See und wurde anlässlich der Landesausstellung „Bayern – Italien“ 2010 in Füssen ausgestellt.